# Ігеруела
Ігеруела (ісп. Higueruela) — муніципалітет в Іспанії, у складі автономної спільноти Кастилія-Ла-Манча, у провінції Альбасете. Населення — 1284 особи (2010).
Муніципалітет розташований на відстані близько 250 км на південний схід від Мадрида, 35 км на схід від Альбасете.
На території муніципалітету розташовані такі населені пункти: (дані про населення за 2010 рік)
- Касільяс-де-Марін-де-Абахо: 4 особи
- Ігеруела: 1277 осіб
- Онсебрерос: 3 особи

## Демографія
Динаміка населення (INE ):

## Галерея зображень

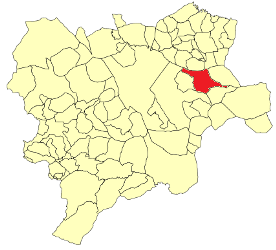
Розташування муніципалітету у провінції Альбасете